# ساندي ماكديرموت
ساندي ماكديرموت (بالإنجليزية: Sandy McDermott)‏ هو لاعب كرة قاعدة أمريكي، ولد في 15 مارس 1856 في زانيسفيل في الولايات المتحدة، وتوفي في 23 نوفمبر 1922 في مانسفيلد في الولايات المتحدة.

## وصلات خارجية
- ساندي ماكديرموت على موقعبيزبول رفرنس.كوم (الدوري الرئيسي) (الإنجليزية)
- ساندي ماكديرموت على موقعبيزبول رفرنس.كوم (الدوري الثانوي) (الإنجليزية)